# Walmart
Walmart Inc. (engelskt uttal: [ˈwɔːlmɑːrt]; tidigare Wal-Mart Stores, Inc.) är en amerikansk multinationell detaljhandelskedja. Den anses vara världens största i sin bransch med en omsättning på nästan 681 miljarder amerikanska dollar och med fler än 2,1 miljoner anställda fördelat på fler än 11 400 butiker i 26 länder i världen.
Walmart grundades 2 juli 1962 när Sam Walton, med stöd från sin bror Bud Walton, öppnade en stormarknad i Rogers, Arkansas.
Företaget är den största privata arbetsgivaren i USA, Kanada och Mexiko. Dess marknadsandel inom detaljhandelsbranschen i USA är 8,9 procent. Walmarts omsättning är större än bruttonationalprodukten för många länder, men denna jämförelse är kontroversiell eftersom nationalekonomer inte uppfattar omsättning och BNP som jämförbara storheter.
På grund av sin storlek har företaget fått omfattande uppmärksamhet. Positiva omdömen brukar fokusera på att företaget genom avancerad logistik och inköpshantering har ökad produktiviteten i detaljhandeln, vilket resulterar i att konsumenter får ta del av lägre priser. Kritiker har däremot bland annat pekat på dåliga arbetsförhållanden för de anställda och att lönenivån är låg, även i förhållande till andra delar av detaljhandeln enligt vissa studier.
I januari 2025 ägde släkten Walton minst 46,19% av detaljhandelskedjan varav 37,3% ägdes av släktens förvaltningsbolag Walton Enterprises.

## Dotter/intressebolag
Ett urval av Walmarts dotter-/intressebolag.
- Asda[9]
- Grupo Big[10]
- Massmart[11]
- Sam's Club[12]
- Vudu[13]
- Walmart de México y Centroamérica[14]

## Ledare

### Styrelseordförande
- Sam Walton, 1962–1992
- S. Robson Walton, 1992–2015
- Greg Penner, 2015–

### Verkställande direktörer
- Sam Walton, 1962–1988
- David Glass, 1988–2000
- Lee Scott, 2000–2009
- Michael Duke, 2009–2014
- Doug McMillon, 2014–[1]

Denna lista hämtas från Wikidata. Informationen kan ändras där.